# Sulfatreducerende bakterier
Sulfatreducerende bakterier er en gruppe af bakterier, som reducerer sulfat (bruger denne som elektronacceptor) til elementært svovl eller sulfid. Mange sulfatreducerende bakterier kan også bruge andre oxiderede svovlkomponenter såsom sulfit og thiosulfat eller blot elementært svovl.
De sulfatreducerende bakterier lever oftest på bunden af havet eller søer under anaerobe forhold, hvor de fører et samspil med bl.a. grønne svovlbakterier, som udnytter sulfid som elektrondonor i deres fotosyntese, samt beggiatoa, der bruger ilten fra oven til at oxidere svovlbrinten fra neden.

Da hvide svovlbakterier bruger uorganisk materiale som elektrondonor kaldes de litotrofe:
Litotrofe svovlbakterier foretager følgende reaktion:

2 H2S + O2 → 2 S + 2 H2O 

2 S + 2 H2O + 3 O2 → 4 H+ + 2 SO42-
Hvide svovlbakterier, der svæver i vandet på overgangen mellem den iltfattige (men svovlbrinte-rige) zone og det iltede vand ovenover, ligner på afstand et tyndt hvidt stykke stof, og dette fænomen kaldes derfor et 'liglagen'.